# Bradina eremica
Bradina eremica is een vlinder uit de familie van de grasmotten (Crambidae), uit de onderfamilie van de Spilomelinae. De wetenschappelijke naam van deze soort is voor het eerst voorgesteld door John Frederick Gates Clarke in een publicatie uit 1986.
De soort komt voor op de Marquesaseilanden.